# Bolboleaus truncatus
Bolboleaus truncatus là một loài bọ cánh cứng trong họ Geotrupidae. Loài này được miêu tả khoa học năm 1904 bởi Blackburn.